# Kaius
Kaius ist eine Variante des männlichen lateinischen Vornamens Gaius bzw. Caius, die vornehmlich in Finnland und Estland anzutreffen ist.

## Herkunft
Der Vor- bzw. Gentilname Caius/Gaius wurde im klassischen Latein zumeist mit C, später dann mit G geschrieben, aber stets mit dem weichem (stimmhaften) Anlaut [ɡ] ausgesprochen. Dem Finnischen wie dem Estnischen ist dieser Laut ganz fremd, auch erscheint der Buchstabe G hier grundsätzlich nie am Wortanfang (sondern nur im Wortinnern, wo er nicht etwa für das [ɡ],sondern für den stimmhafter velarer Nasal [ŋ] steht), und der Buchstabe C ausschließlich in Fremdwörtern. Bei der Übernahme in den finnischen resp. estnischen Namensschatz wurden Aussprache und Schreibung daher modifiziert: der Anlaut verhärtete sich zu einem stimmlosen [k], das entsprechend der in beiden Sprachen streng phonematischen  Orthographie mit dem Buchstaben K geschrieben wird.
Eine Kurz- bzw. Koseform des Namens ist Kai (besonders schwedisch auch Kaj geschrieben).

## Verbreitung
In der zweiten Hälfte des 20. Jahrhunderts wurde der Name Kaius in Finnland zwar selten, aber doch mit einiger Regelmäßigkeit vergeben. Im 21. Jahrhundert entwickelte er sich zu einem Modenamen: Zwischen 1900 und 1999 wurden insgesamt nur 150 Finnen auf diesen Namen getauft, im folgenden Vierteljahrhundert (2000–2024) dann 634.

## Namenstag
Im jährlichen Almanach der Universität Helsinki (Yliopiston almanakka), in dem quasi offiziell der finnische Vornamensschatz verwaltet wird, wird Kaius 2025 zum ersten Mal aufgeführt sein. Namenstag ist der 16. Februar, am selben Tag wie der schon seit 1950 im Almanach verzeichnete Kai.

## Namensträger
- Kaius Hedenström (1943–2006), finnischer Fotograf
- Kaius Niemi (* 1974), finnischer Publizist
- Kaius Tuori (* 1974), finnischer Rechtswissenschaftler